# Liste des dirigeants actuels des régions néo-zélandaises
 (août 2023).
 (novembre 2018).
Si vous disposez d'ouvrages ou d'articles de référence ou si vous connaissez des sites web de qualité traitant du thème abordé ici, merci de compléter l'article en donnant les références utiles à sa vérifiabilité et en les liant à la section « Notes et références ».
Cette page dresse la liste des dirigeants actuels des régions et territoires néo-zélandais.

## Dirigeants des régions métropolitaines
| Région                          | Statut                                                    | Nom                | Depuis (le)     |
| ------------------------------- | --------------------------------------------------------- | ------------------ | --------------- |
| Auckland (autorité unitaire)    | Maire                                                     | Wayne Brown        | 28 octobre 2022 |
| Bay of Plenty                   | Président du conseil régional                             | Douglas Leeder     | 24 octobre 2013 |
| Canterbury                      | Présidente du conseil régional (Environment Canterbury)   | Margaret Bazley    | Mars 2010       |
| Gisborne (autorité unitaire)    | Maire                                                     | Meng Foon          | Octobre 2001    |
| Hawke’s Bay                     | Président du conseil régional                             | Fenton Wilson      | 27 octobre 2010 |
| Marlborough (autorité unitaire) | Maire                                                     | John Leggett       | 26 octobre 2016 |
| Manawatu-Wanganui               | Président du conseil régional (Horizons Regional Council) | Bruce Gordon       | Février 2011    |
| Nelson (autorité unitaire)      | Maire                                                     | Aldo Miccio        | 2010            |
| Northland                       | Président du conseil régional                             | Bill Shepherd      | Novembre 2013   |
| Otago                           | Président du conseil régional                             | Stephen Woodhead   | Octobre 2010    |
| Southland                       | Président du conseil régional (Environment Southland)     | Ali Timms          | Octobre 2010    |
| Taranaki                        | Président du conseil régional                             | David MacLeod      | 2007            |
| Tasman (autorité unitaire)      | Maire                                                     | Richard Kempthorne | 2007            |
| Waikato                         | Présidente du conseil régional                            | Paula Southgate    | 31 octobre 2013 |
| Wellington                      | Président du conseil régional                             | Fran Wilde         | 30 octobre 2007 |
| West Coast                      | Président du conseil régional                             | Andrew Robb        | 2013            |

## Dirigeants des régions et territoires extérieurs
| Région/territoire     | Statut                                   | Nom              | Depuis (le)       |
| --------------------- | ---------------------------------------- | ---------------- | ----------------- |
| Chatham               | Maire                                    | Alfred Preece    | Janv./févr. 2010  |
| Îles-Cook             | Haut commissaire                         | Joanna Kempkers  | Juillet 2013      |
| Îles-Cook             | Représentant de la Reine                 | Tom Marsters     | 27 juillet 2013   |
| Îles-Cook             | Premier ministre                         | Henry Puna       | 30 novembre 2010  |
| Niue                  | Haut commissaire                         | Kirk Yates       | 23 mars 2018      |
| Niue                  | Premier ministre                         | Dalton Tagelagi  | 11 juin 2020      |
| Tokelau               | Administrateur                           | Ross Ardern      | mai 2018          |
| Tokelau               | Ulu-o-Tokelau                            | Fofo Tuisano     | 16 mars 2020      |
| Îles Kermadec         | Administrateur                           | Kate Wilkinson   | 27 janvier 2010   |
| Îles Sub-antarctiques | Administrateur                           | Kate Wilkinson   | 27 janvier 2010   |
| Dépendance de Ross    | Gouverneur                               | Dame Patsy Reddy | 28 septembre 2016 |
| Dépendance de Ross    | Chief Executive of Antarctic New Zealand | Lou Sanson       | Août 2002         |